# Exposición Centroamericana
La Exposición Centroamericana fue una feria industrial y cultural que se realizó en Guatemala en 1897 y que fue aprobada el 8 de marzo de 1894 por la Asamblea Nacional (Decreto 253) tras la sugerencia hecha por el presidente general José María Reina Barrios.  Tuvo como objetivo primordial la presentación del Ferrocarril interoceánico entre el puerto de Iztapa en la costa del Pacífico y el de Puerto Barrios en la costa del Atlántico, construcciones que estaban muy avanzadas a inicios de 1897, pero que quedaron inconclusas porque Guatemala entró en una profunda crisis derivada de la caída del precio internacional del café, y de la construcción de numerosos edificios y monumentos públicos -incluidos los salones de la Exposición- en la Ciudad de Guatemala, los cuales fueron ejecutados simultáneamente con los ferrocarriles. Como resultado, la Exposición fracasó, la crisis económica de Guatemala dio lugar a rebeliones -como la Revolución quetzalteca de septiembre de 1897- y el presidente Reina Barrios murió asesinado el 8 de febrero de 1898.

## Inspiración
Nació como una inspiración de la IV Exposición Universal de París, la cual se realizó en el año de 1889, en Francia Según el decreto oficial, el gobierno de Reina Barrios sostenía que  «debido a la benéfica tranquilidad que el país ha logrado, el Gobierno ha creído que es llegada la hora para que Guatemala exhiba los adelantos de su agricultura y las obras hijas de la inteligencia y de la imaginación de nuestros compatriotas en una exposición que será una fiesta de paz en que Guatemala hará sus mejores triunfos».
Según la resolución, la Exposición Centroamericana abriría sus puestas el 15 de marzo de 1897 y se llevaría a cabo en el Bulevar 30 de junio -uego rebautizado como «Avenida La Reforma»- que se encontraba en esos momentos en construcción en las afueras de la ciudad.  La Exposición sería instalada en diecisiete edificios principales de diferentes proporciones, desde un salón principal de 95 metros de largo por 45 metros de ancho, donde estarían las exhibiciones de las naciones centroamericanas y la de California, a pequeños pabellones para restaurantes y oficinas administrativas.

## Objetivos

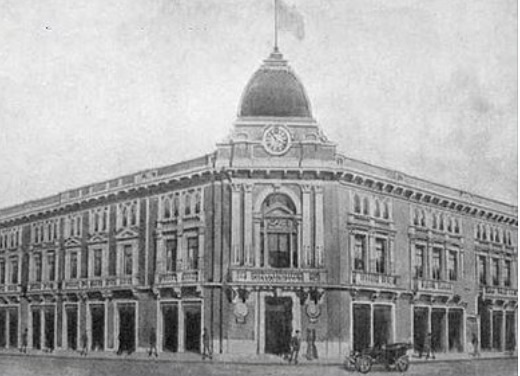
Hotel Exposición, inaugurado en 1896.

Los objetivos de la Exhibición fueron: «reunir diversos objetos para comprarlos; aprender lo que ignoramos; mejorar lo que sabemos; comunicar a otros lo que producimos; despertar el estímulo en pro del trabajo humano; borrar las mezquindades; estrechar los lazos de fraternidad universal y exhibir a Guatemala dignamente, invitando a los pueblos centroamericanos, para una fiesta de civilización y cultura; tales son, entre otros, los provechosos resultados que en general podrá ofrecer la Exposición.»
El reglamento también especificaba lo que el gobierno guatemalteco esperaba lograr con la exposición: 
| Si el certamen excita la curiosidad del extranjero, generaliza el conocimiento de cuanto forma el conjunto armonioso del trabajo guatemalteco, demuestra que al amparo de la paz y seguridad el migrante honrado encontrará una segunda patria, y propaga por el mundo culto, las benéficas condiciones de la naturaleza centro-americana; naturalmente, decimos, el Certamen contribuye directamente a que al terminar el Ferrocarril Interoceánico, éste dé desde luego los óptimos frutos que está llamado a proporcionar” |

Dado que por ese entonces el punto de entrada de la mayoría de visitantes e inmigrantes de Europa y Norteamérica era el puerto en el Caribe, Reina Barrios presionó para que el Ferrocarril del Norte, que uniría la costa atlántica con la capital, se terminara a tiempo. El Ferrocarril del Norte no era únicamente vital para el éxito de la Exposición sino también para el transporte de mercancías y personas pues complementaría la ya terminada línea férrea entre la capital y el Puerto de San José en el Pacífico, permitiendo así la comunicación directa entre los dos océanos. En esos años, el desarrollo y el progreso del país estaban puestos pues en el Ferrocarril Interoceánico ya que Estados Unidos todavía estaba librando su guerra contra España por el territorio cubano y era evidente que una vía de comunicación entre el Atlántico y el Mar Caribe era crucial para el país norteamericano.

## Situación económica del país
En marzo de 1897, coincidiendo con el inicio de la Exposición Centroamericana la revista cultura La Ilustración Guatemalteca  publicó un análisis detallado de la situación económica de Guatemala. Para entonces, los bancos del país presentían una mala situación y habían querido mejorar sus créditos exigiendo garantías fiduciarias, retirando créditos y pasando circulares con lo que consiguieron general el pánico entre la población guatemalteca. Por otra parte, algunos bancos habían incrementado considerablemente el tipo de interés aprovechando la concesión que tenían del gobierno para emitir billetes.
En ese momento, la cesación del alza de los precios de los valores públicos se había convertido en un descenso rápido y desconsolador; por ejemplo, las acciones del Banco Internacional bajaron de $5500 a $5000 entre junio de 1896 y febrero de 1897, mientras que las bonos de la Exposición y del Ferrocarril del Norte bajaron de $90 y $44 a $80 y $32, respectivamente en el mismo período.  Solo se mantuvieron estables las acciones del Banco de Occidente y los bonos de la deuda flotante ya que las acciones del banco no podían estar más bajas produciendo 11% por acción; de los bonos de la deuda flotante, emitidos originalmente por tres millones de pesos, restaban ya solamente $380,000 que se encontraban en un reducido círculo de personas acuadaladas, quienes no las ofrecían porque no tenían ninguna necesidad de hacerlo por el momento. Finalmente, los bonos del Ferrocarril del Norte fueron los que más cayeron, pues estaban en manos de empleados y personas poco acaudaladas, que se habían visto en la necesidad de venderlos para subsistir.  
De acuerdo al análisis de La Ilustración Guatemalteca, en marzo de 1897 existía una paralización completa en los negocios por carencia casi absoluta de efectivo, situación muy grave que estaba empezando a afectar el comercio, la agricultura, la industria y demás fuentes de riqueza.  Las causas de este serio problema eran el excesivo desarrollo que el gobierno de Reina Barrios había dado a necesidades ficticias -o sea, el embellecimiento de la Ciudad de Guatemala, proyecto de Acatán y el gasto millonario en la Exposición Centroamericana- sin haber tomado en cuenta el verdadero estado de las cuentas nacionales y para las que necesitó de muchos recursos particulares obtenidos por medio de bonos.  Esta actitud se había trasladado a la población en general, ya que las familias habían entrado en una época de lujo y vanidad en el que se buscaban coches, caballerizas, lacayos con lujosa librea, visitas al teatro y otras cosas en las que se gastaba más de lo que las familias tenían de ingresos; esto resultaba en que se hubiera abusado del crédito y de la especulación. Se consideraba para entonces que la única solución era una austeridad completa con un plan de economías y la abstención absoluta de todo dispendio innecesario y se temía que se llegara a una bancarrota estatal.
Por otra parte se indicaba que el país solamente producía café y no tenía ningún otro fruto con qué hacer frente al sinnúmero de necesidades aumentadas por los bonos para el Ferrocarril del Norte, para Acatán y para la Exposición, entre otros; por otra parte, todo era importado y por consiguiente, el país era deudor no solo por el importe de los bienes, sino también por el cambio de moneda, los fletes y las comisiones. Las exporaciones guatemaltecas no llegaban a veinte millones de pesos y como eran muchas la fincas en manos extranjeras, no regresaba al país el valor total de las exportaciones.
En resumen, no quedaba saldo alguno que pudiera equilibrar la balanza del comercio guatemalteco en 1897 y se recomendaban medidas de austeridad y que se hiciera un préstamo a largo plazo negociado en buenas condiciones, y que no fuera como los que hasta entonces se habían hecho por los gobiernos guatemaltecos que no solamente tenían intereses excesivos, sino que no eran administrados de forma honrada.
El 10 de marzo, el periódico opositor La República publicó que no existía regocijo entre la población guatemalteca por la realización de la Exposición, a pesar de la majestuosidad de la misma; dicha apatía se debía a la preocupación por los acontecimientos económicos y políticos de los últimos meses. Se hizo ver que desde un principio la idea de hacer la exposición no fue bien recibida —a pesar de que la situación económica del país era muy buena en ese momento— y que en 1897 la crisis hacía por demás impopular a la celebración: la escasez de dinero, la reducción de negocios y la imposición de mayores sacrificios para sufragar la Exposición, hicieron que los ciudadanos la rechazaran por completo.
A finales de marzo de 1897 continuaron los fuertes editoriales contra el gobierno en La República.  En uno se indicaba que no se había concluido la línea del Ferrocarril del Norte y que para ello se necesitan casi doce millones de pesos guatemaltecos y que si se suspendían dichos trabajos, el costo del mantenimiento de lo ya construido costaría cerca de cuatro millones y medio de pesos guatemaltecos.  Los editores de La República acusaron al gobierno de despilfarrar el erario pues trató de hacerlo todo a la vez: aparte del Ferrocarril del Norte -que por sí solo hubiera traído grandes beneficios económicos a Guatemala- se habían construido bulevares, parques, plazas, edificios suntuosos, aparte de gastar tres millones de pesos guatemaltecos en la Exposición. La República fue incluso un poco más allá y acusó al presidente de apropiarse de bienes del Estado.   En otro fuerte artículo contra el gobierno, acusan de deficiente el manejo de agua -la cual se obtenía en parte del proyecto de Acatán- y que se estaba utilizando en las fuentes de la Exposición dejando sin abastecimientos a la población de la Ciudad de Guatemala.  Por estas publicaciones, el periódico fue cerrado temporalmente por el gobierno de Reina Barrios, aunque fue reabierto pocos meses después.

## Ejecución

### Construcción

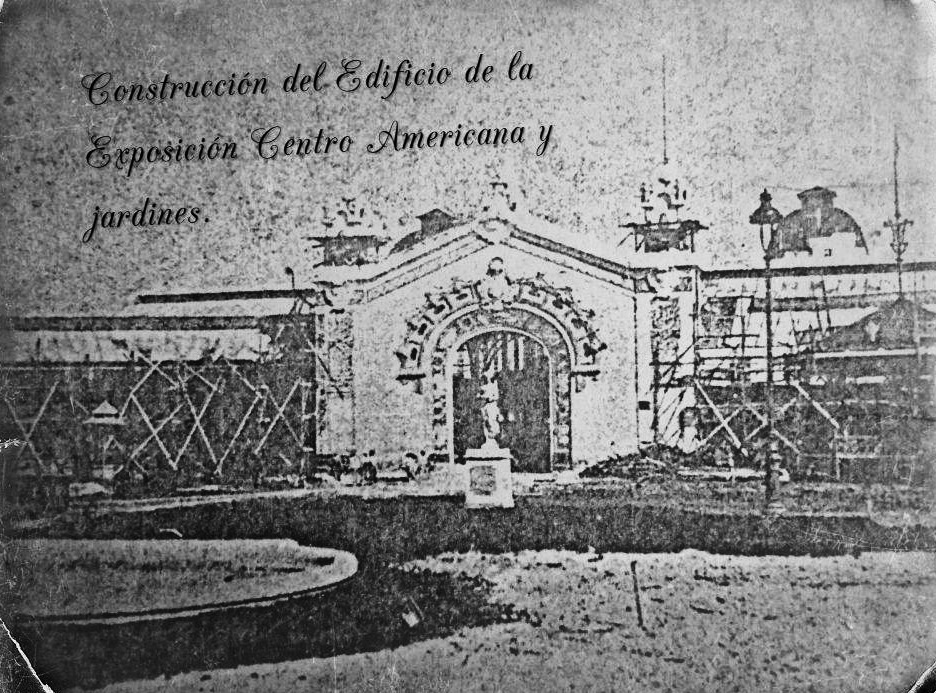
Construcción del pabellón principal.

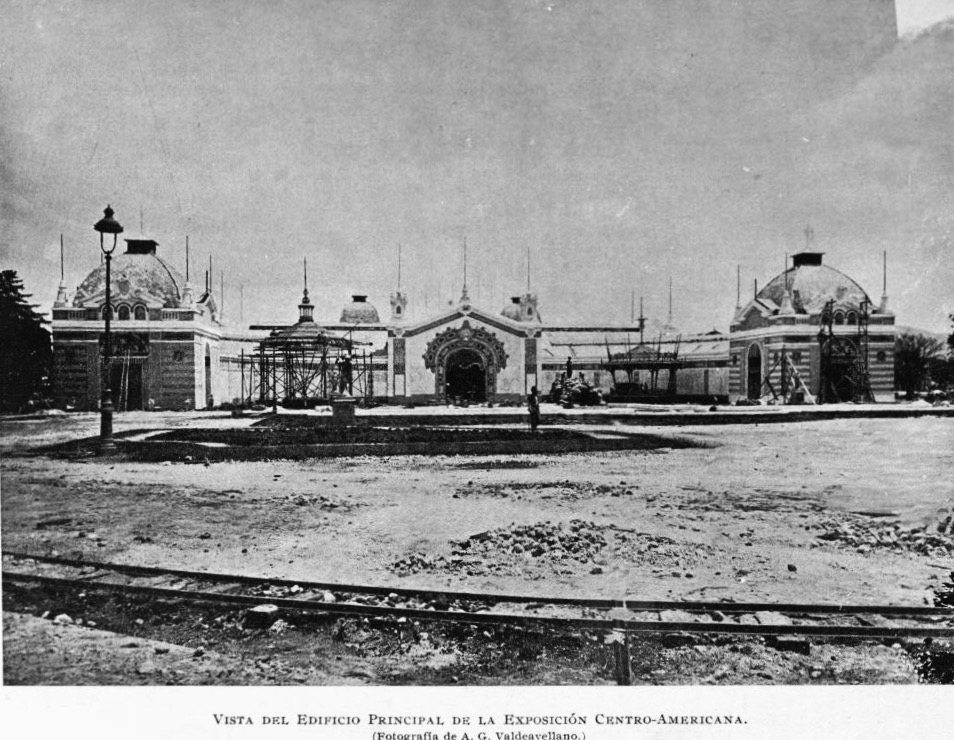
Pabellón de la Exposición casi finalizado.

El doctor Gustavo E. Guzmán, quien había representado a Guatemala en las exposiciones de París y de Chicago, fue encomendado para dirigir el comité de la Exposición.  Recibió fuertes críticas durante su gestión, al punto que la tensión lo llevó a caer víctima de una grave enfermedad luego de que un contratista extranjero quisiera incumplir con los términos del contrato que habían acordado.  Pocos días después, falleció cuando faltaban cuatro meses para inaugurar el evento.
La exposición se desarrolló en los terrenos de la finca nacional El Recreo, en el cantón Exposición.
El arzobispo Ricardo Casanova y Estrada, quien se encontraba exiliado en Costa Rica desde el gobierno del general Manuel Lisandro Barillas Bercián, emitió su opinión favorable acerca del certamen mediante una carta pastoral enviada desde San José, el 29 de junio de 1896 en la que indicó que esta exposición permitiría dos grandes objetivos: que los centroamericanos se conocieran mejor entre sí y que se exhibieran ante el mundo los productos que se producían en estas tierras.
El escritor Francisco Lainfiesta -teniendo en consideración la difícil situación que atravesaba la economía guatemalteca por la numerosa cantidad de obra pública que se estaba construyendo cuando se desplomó el precio internacional del café y de la plata- criticó duramente la construcción de los pabellones, ya que, en lugar de darle trabajo a los industriales guatemaltecos, el gobierno compró en Francia los edificios que se habían utilizado para otra Exposición similar y contrató a trabajadores italianos y franceses para que fueran a Guatemala a instalar dichos edificios, los cuales eran enormes y estaban formados por armazones de hierro y madera. Esto implicó el pago de altos sueldos para estos trabajadores extranjeros y un costo muy alto para el transporte de los materiales desde Europa.  El periódico estadounidense The New York Times el 26 de julio de 1896 reportó que las estructuras metálicas para sostener los pabellones de la exposición guatemalteca y los mecánicos e ingenieros encargados de instalarlas arribaron al Puerto de San José a mediados del mes de junio de 1896, a bordo del vapor Beechly, procedentes de Bourdeaux, Francia.
El escultor español Justo de Gandarias organizó la construcción de los pabellones de la Gran Exposición Centroamericana, la cual se inauguró el 15 de marzo de 1897, y se prolongó hasta el 30 de agosto de ese mismo año.

### Inauguración

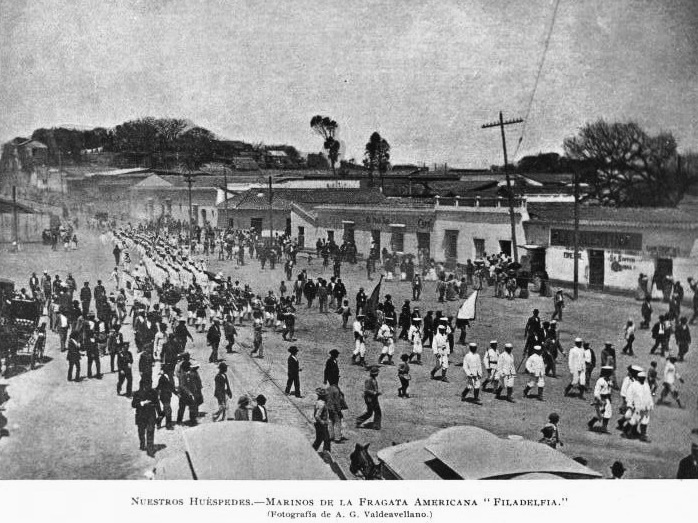
El día de la inauguración marinos estadounidenses del buque Philadelphia desfilaron frente a las instalaciones de la Exposición.

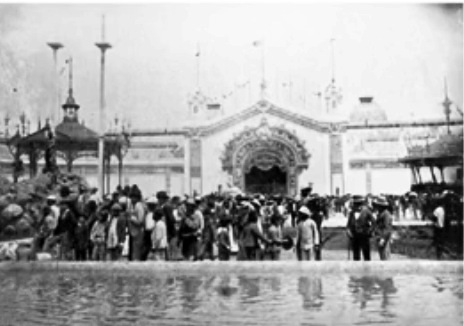
Salón de la Exposición Centroamericana.

El 15 de marzo a las 11 de la mañana, una doble fila de soldados formó una valla desde el Palacio Presidencial hasta el campo donde estaba ubicada la exposición. El desfile de la comitiva oficial inició en la Plaza de Armas, frente al palacio del ejecutivo. Encabezaron el desfile cuatro veteranos que pelearon en 1871 y quienes iban montados a caballo y luciendo su uniforme de gala. Atrás de ellos iba la policía montada seguida por los invitados oficiales. Por último, escoltado por cadetes de la Escuela Politécnica, iba el presidente de la república, sus ministros y el Estado Mayor. El cuerpo de ciento ochenta marinos del barco Philadelphia cerraron el desfile, quienes llegaron de manera fortuita y ayudaron a darle brillo al acto inaugural, ya que los delegados internacionales que debían estar presentes no habían llegado.
Al llegar a las instalaciones de la Exposición, se formó una valla de honor, en medio de la cual entró el presidente Reina Barrios al recinto principal, seguido por los demás integrantes del desfile. El señor Rafael Spínola, director de La Ilustración Guatemalteca tuvo a su cargo pronunciar el discurso inaugural de la Exposición el 15 de marzo de 1897.  Este discurso da una idea de los esfuerzos realizados para llevar a cabo el certamen y las esperanzas que el gobierno de Reina Barrios tenía en él.  Resumido el contenido, se advierte que Spínola inició su discurso saludando a los país centroamericanos que llegaron a participar y a los países invitados que se unieron a la celebración: Alemania, Bélgica, Chile, España, Estados Unidos, Francia, Inglaterra, Italia, México, Perú y Rusia. A continuación describió la naturaleza de las exposiciones: inventos científicos e industriales -entre los que sobresalió por mucho la electricidad y sus aplicaciones- y obras artísticas de toda índole.
Luego, Spínola explicó que la exposición era también un evento socioeconómico dirigido a resolver el mayor problema social que afrontaba Guatemala en ese momento: la falta de civilización de la población indígena; reconoció que la exposición por sí sola no sería capaz de resolver un problema tan complejo, pero que sí serviría para iniciar la resolución del mismo. Y luego, expresó que la exposición no se había hecho con fines de lucro, puesto que hasta esa fecha solamente la Exposición de París había generado utilidades; la motivación del certamen no era financiera, sino que lo era el fomento de la industria, el comercio y la inmigración en el país.  Aunque sí aclaró que el gobierno de Reina Barrios estaba consciente de la gran cantidad de inversión que se había hecho y que producían pérdidas considerable para el país aunque consideraba que los beneficios mencionados serían suficientes para paliar dichas pérdidas.
Finalmente, mencionó que la exposición tenía un fin político: servir de medio pacífico para ir preparando la futura unión de las cinco repúblicas centroamericanas.
A las 13:35 horas, Reina Barrios declaró oficialmente inaugurada la exposición. Presionó un botón, con lo que indicó que las líneas cablegráficas conectadas al campo de la feria debían transmitir el mensaje que ese magno evento había iniciado. Acto seguido se dispararon cañones con salvas, las locomotoras sonaron sus silbatos y las iglesias hicieron repicar sus campanas. La orquesta intervino para interpretar el Himno Nacional de Guatemala. Los asistentes se pusieron de pie y los marinos presentaron sus armas, mientras se escuchaban los acordes de la música compuesta por Rafael Álvarez Ovalle y se entonaba la letra de un autor anónimo. Para finalizar, se firmó el acta de la inauguración, se sirvió un almuerzo a los invitados y la concurrencia inició el recorrido por los diferentes salones y edificios de la feria.
Sin embargo, los diferentes pabellones no habían sido terminados y que los objetos que serían exhibidos no habían llegado. Es más, concluido el acto inaugural, la Exposición quedó cerrada para abrirla cuando las instalaciones estuviesen completas. Faltaba muchísimo y se imponía una prórroga, pero se prefirió la falsa inauguración dado que la situación económica del país era desesperada en ese momento y el gobierno de Reina Barrios necesitaba del éxito de la Exposición desesperadamente. El periódico opositor La República -fuerte crítico de la política económica del gobierno de Reina Barrios y que nunca estuvo de acuerdo con la realización de la Exposición por considerarla un derroche del erario nacional- aprovechó la ocasión para indicar que l«a inauguración había ocurrido en una gran sala vacía, que permaneció abierta durante varias horas, pero que fue cerrada en la noche del 15.»  A los redactores de ese periódico les pareció que la estructura era endeble», y se quejaron de que la policía especial, propinó «especiales» garrotazos á muchas gentes, y cometió abusos «especiales».  Finalmente, informaron que tuvieron un almuerzo «mal servido y peor condimentado» y que por su costo exagerado de más de seis mil pesos «debería haberse repartido entre las Casas de Beneficencia y otros pobres necesitados».
Otros pabellones se inauguraron a finales del mes de junio y a principios del mes de julio. Estos atrasos ocurrieron a pesar de que, desde el 1 de enero de 1897, se instaló iluminación eléctrica para trabajar también durante la noche.

### Pabellón de Guatemala

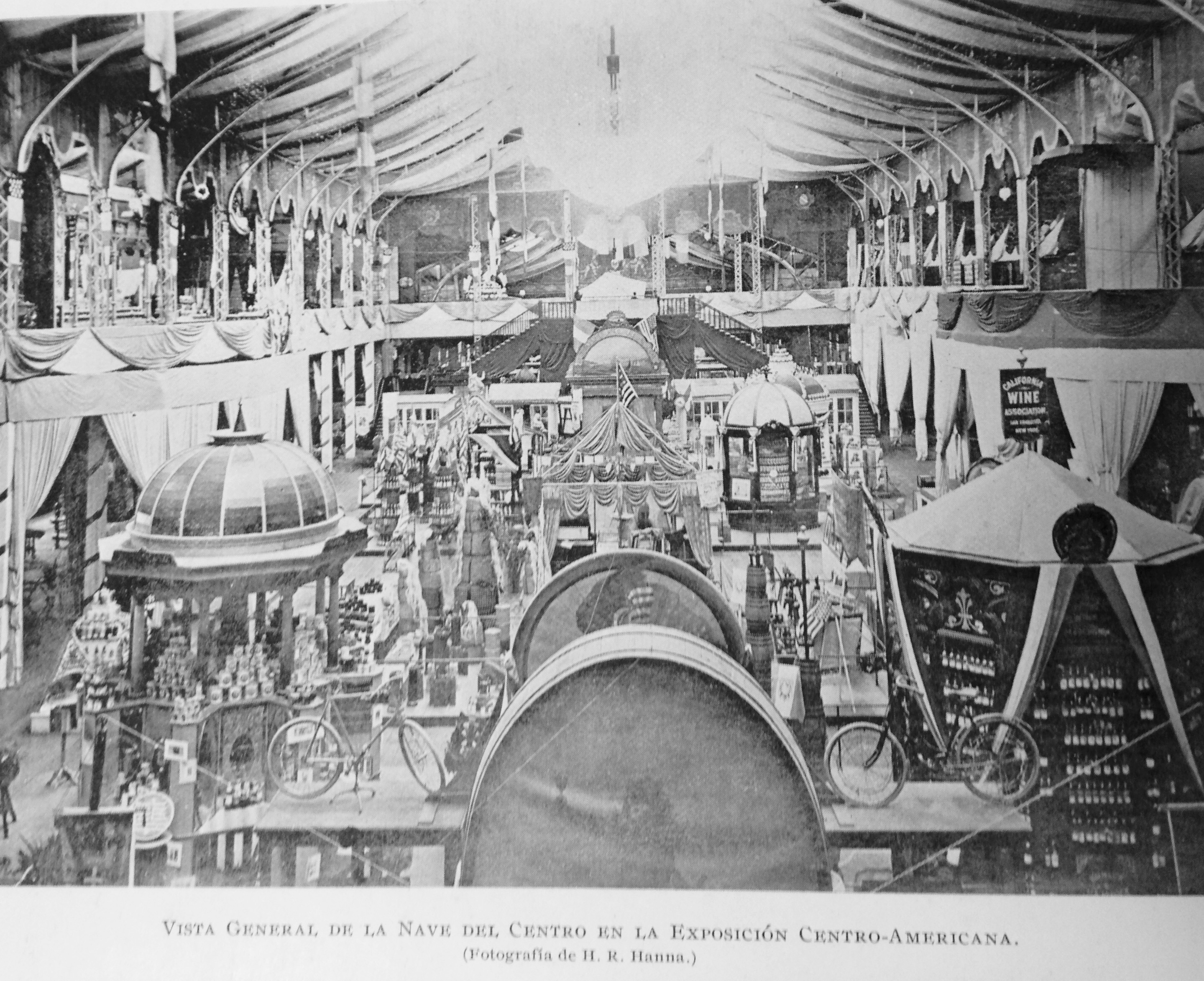
Vista general del centro de la Exposición. Fotografía de H.R. Hanna.

A la izquierda del pabellón guatemalteco se encontraba una exhibición de cuadros de diversas clases, siendo el más atractivo el que representaba a un castillo de la Edad Media situado a la orilla del mar, obra de la señorita María Teresa Zirión.  De Totonicapán se presentaba un bajorrelieve de los Reyes Magos y la Escuela Facultativa de Medicina presentó un cuadro al óleo de una clase de anatomía.
Los indígenas también estaban en la exposición, con una colección de los ídolos mayas, escenas que representaban los castigos que daban lugar los sacrílegos y una presentación de la indumentaria indígena. Y se colocaron objetos históricos, como la mesa en donde se firmó el Acta de la Independencia en 1821, el sillón del Rey Atanasio Tzul de Totonicapán, el acta de la Independencia y el Acta de la fundación de la ciudad de Santiago de los Caballeros de Guatemala.
La Iglesia Católica presentó una escultura de San Sebastián del siglo xviii, cuadros de la vida de Santa Rosa, el libro de coro de los franciscanos y un códice de la biblioteca del Vaticano y que había sido obsequiado al obispo Ricardo Casanova.  En el centro del salón de Guatemala se hallaba una pirámide con todos los productos naturales del país, como café, cacao, maíz, caña de azúcar, y legumbres.
Fuera, en un pabellón separada estaba la exposición del museo militar; desde un arcabuz español hasta un Mausser de la época y unos cañones coloniales.  Y también había muestras de ladrillos de la Compañía Nacional de Construcciones, de zapatos de la Unión Industrial, cartón de la familia Beltranena, entre otros.

### Pabellón de Chile
Presentaron los productos agrícolas de su territorio: garbanzos, arroz, cebada, frijoles, trigo y maíz en una forma artística y atractiva.  La industria de la conservación de alimentos ya había llegado a un buen nivel para 1897, y así, Chile presentaba sus carnes, mariscos y legumbres en latas acondicionadas para evitar la putrefacción.  Las industrias de bebidas alcohólicas de vinos y cervezas eran de una alta calidad y tenían un precio competitivo con los productos que se importaban a Guatemala desde otros países.
La propuesta comercial que Chile presentó a Guatemala en la exposición fue la de establecer relaciones comerciales estrechas entre ambos países y establecer una línea de vapores que las comunicara.

### Pabellón de Costa Rica

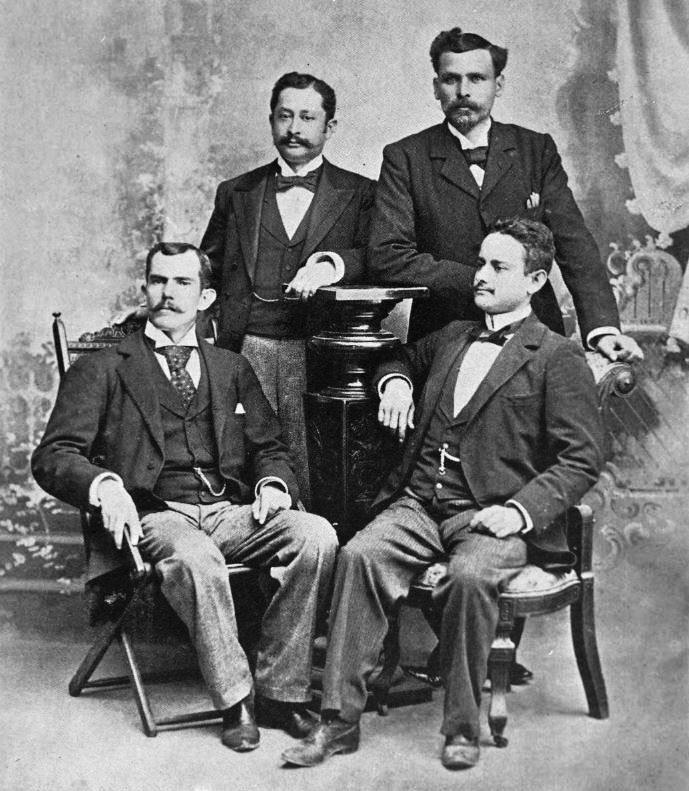
Delegación de Costa Rica a la Exposición Centroamericana de Guatemala de 1897. De izquierda a derecha: Carlos Bolio Tinoco, Luis Loria, Genero Castro y Anastasio Alfaro.

Costa Rica envió a cuatro delegados a representarla a la Exposición Centroamericana.  Luis Loria fue el encargado de la muestra de la educación costarricense; para entonces, Costa Rica ya mostraba al mundo que en un país de solo doscientos cincuenta mil habitantes habían trescientas sesenta y seis escuelas públicas, que atendían a diez mil trescientos niños y que la convertían en el país hispanoamericano más ilustrado de esa época.
Anastasio Alfaro, director del Museo Nacional de San José en ese entonces, comendador de número de la orden de Isabel La Católica y miembro correspondiente de la Unión Ornitológica Americana, entre otras distinciones, fue el representante de la muestra zoológica.  Alfaro ya había representado a Costa Rica en las exposiciones de Madrid y de Chicago. Por su parte, Carlos Bolio Tinoco era el presidente de la delegación, y fungía como Gobernador de San José para entonces.

### Visita del crucero inglés Imperiéuse
Con motivo de la Exposición, el gobierno Reino Unido envió al contralmirante Leger Bury Palliser a que realizara una visita en nombre suyo al gobierno guatemalteco.. La colonia inglesa residente en Guatemala recibió a los marinos con un baile de gala en el Club Guatemalteco. Los organizadores del evento fueron los señores Stanley MacNider, quien para entonces estaba a cargo de la instalación del telégrafo en Guatemala, el cónsul J. Frederick Roberts -quien había prestado servicio en África- y el vicecónsul inglés Carlos Fleischmann.

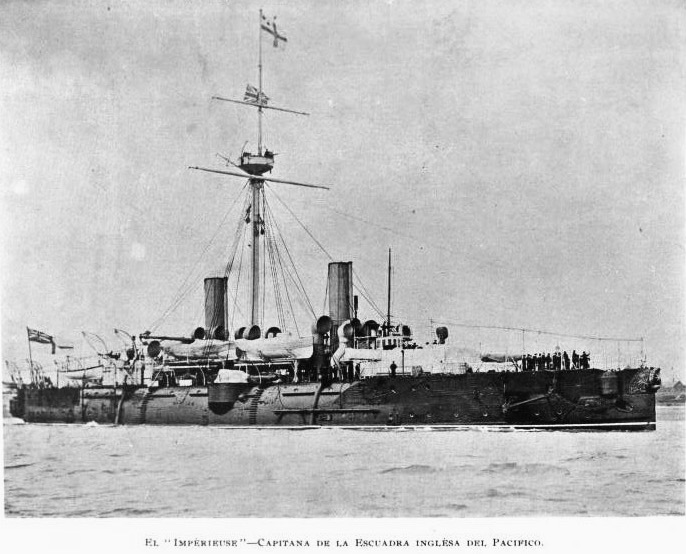
Crucero Imperiéuse, que visitó Guatemala en 1897 en nombre del gobierno del Reino Unido.
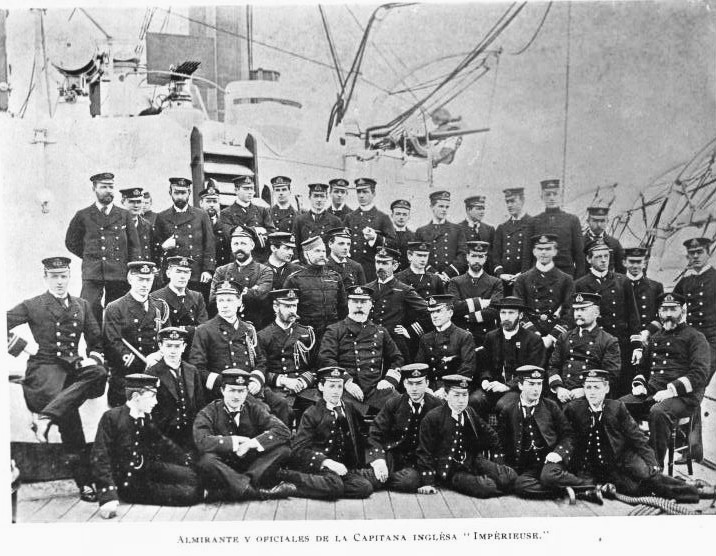
Tripulación del Imperiéuse que visitó Guatemala.

### Exposición de Alemania
Alemania compartió el edificio con el pabellón de Suiza, en el edificio «Krupp», el cual había sido usado en la Exposición Colombina de Chicago y fue ensamblado en Guatemala por Oscar von Polstchick. Entre los productos e industrias que expusieron estuvieron las siguientes: dinamita y accesorios para explosivos de la Sprengstoff Gesellschaft Kosmos, a través de su representante en Guatemala E. Ascoli y Co.; colores de anilina y productos químicos, agua de colonia de Johann María Farina, quien obtuvo diploma de Gran Premio; cerveza de exportación. También presentaron diversidad de tipos de papeles y cartones para papelerías e imprentas, relojería, carbones eléctricos y galvanizados, entre otros.

### Pabellón de Bélgica
Esta exhibición estuvo dominada por las fábricas de armas y por la Cartoucherie Belge, que era un fabricante de municiones. Pero también presentaron a una fábrica dedicada a la fundición de zinc, una fábrica de vidrio, una fábrica de almidones, la fábrica de encajes de Bruselas, una empresa fabricante de medallas, trofeos, estatuas, candeleros y lámparas de bronce, y otros productos como tejidos, especialmente de lana.

### Otros pabellones

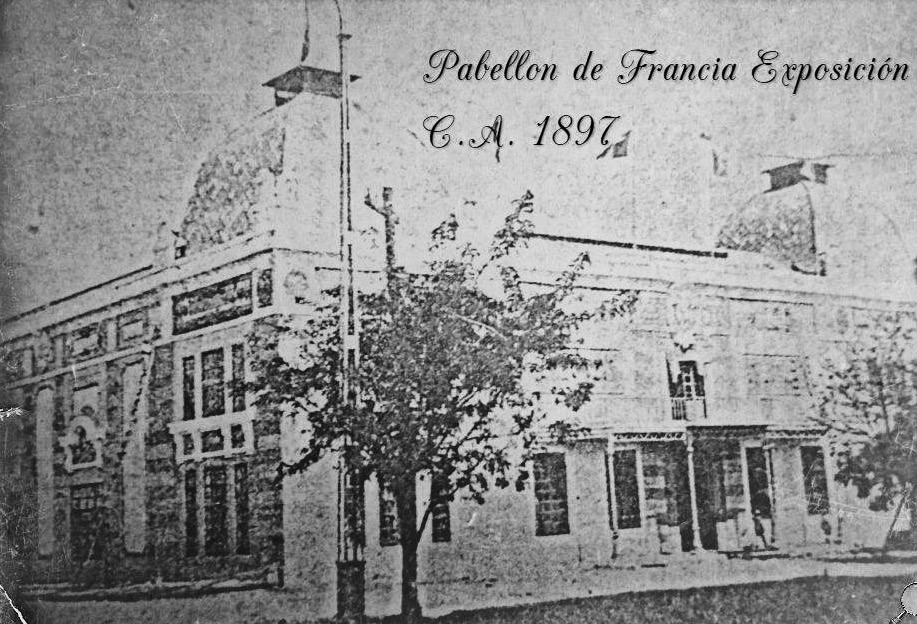
Pabellón de Francia.

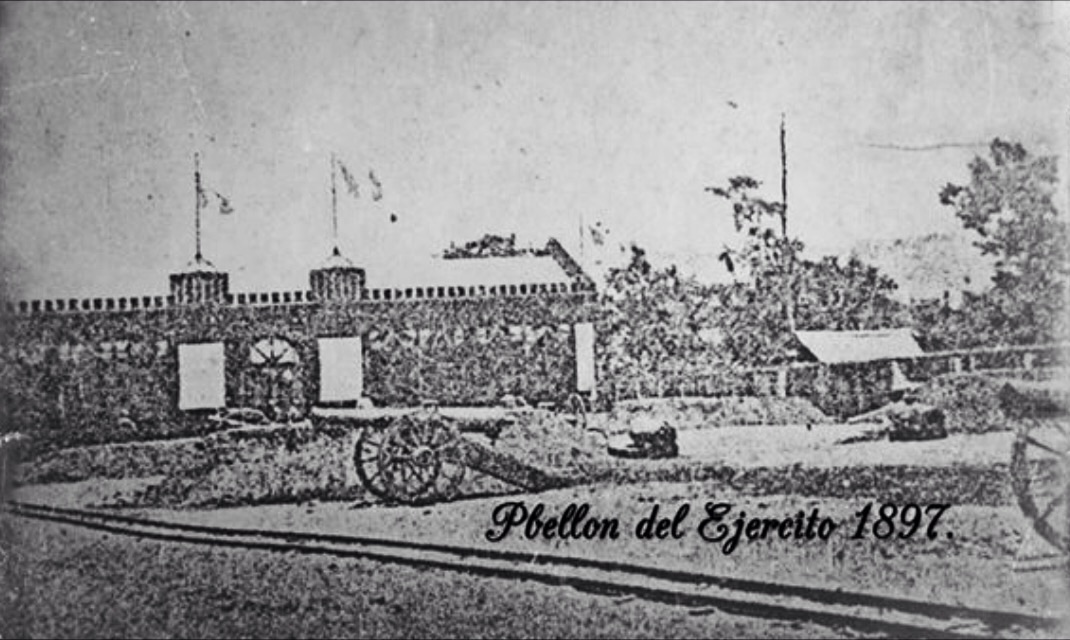
Pabellón del Ejército.

El 15 de mayo se reportó que los pabellones de Honduras, El Salvador y Nicaragua no se habían abierto al público porque la carga en que se trasnportaban los enseres para la exposición no fue desembarcada en los puertos guatemaltecos por un error de programación. Asimismo, se informó que Argentina no participó en la Exposición porque las gestiones dipolomáticas no se hicieron correctamente.
El doctor Ramón Salazar, colaborador de La Ilustración Guatemalteca instaló una exposición de Literatura.  Allí exhibió el primer periódico publicado en Guatemala en 1729, titulado La Gazeta de Goathemala; el primer diario que hubo en el istmo centroamericano, llamado Diario de Guatemala y que era dirigido por Alejandro Mexía; y el primer noticiero comercial, La Sociedad Económica, fundado por Alejandro Ramírez.  También presentó colecciones de varias editoriales guatemaltecas, e incluso publicaciones del antiguo convento de San Francisco, que a la sazón eran propiedad de la Biblioteca Nacional de Guatemala.

### Clausura
El Ferrocarril del Norte no fue terminado a tiempo para la Exposición debido a la situación económica del país, quedando concluido hasta El Rancho y cuando faltaban únicamente 90 millas para llegar a la Ciudad de Guatemala. Esta fue, al menos parcialmente, la razón por la que la Exposición tuvo un bajo número de visitantes -aproximadamente cuarenta mil durante los cuatro meses que estuvo abierta-. El 1 de septiembre de 1897, cuando ya era obvio que la exposición había fracasado y los problemas económicos del país eran agobiantes, la revista La Ilustración del Pacífico anunciaba escuetamente en su página de «Resumen Quincenal» que la exposición había sido clausurada.
Así, lo que debió haber sido el mayor logro de Guatemala resultó en un rotundo fracaso que no alcanzó ninguno de sus objetivos: no logró impulsar la inmigración a Guatemala, ni aumentar las inversiones internacionales y no consiguió que se alcanzara la unión centroamericana.  Es más, como mucho opositores temían, la Exposición incrementó las dificultades financieras que el gobierno ya estaba teniendo debido a los bajos precios del café en el mercado internacional y al despilfarro en la construcción de edificios públicos y palacios en la Ciudad de Guatemala.

## Consecuencias

### Para el país
Las consecuencias del fracaso de la Exposición fueron considerables para Guatemala:
1. La falta de inversión internacional dejó al país sin fondos suficientes para hacer frente a los préstamos hechos para satisfacer los ambiciosos objetivos de la Exposición.
2. La falta de resultados hizo que cuando Reina Barrios pretendiera extender su mandato, se produjeran las revoluciones de septiembre de 1897 que desencaderon una serie de eventos que concluyeron cuando Edgar Zollinger asesinó al presidente Reina Barrios el 8 de febrero de 1898.
3. La deuda externa con bancos ingleses que heredó el sucesor de Reina Barrios, el licenciado Manuel Estrada Cabrera, hizo que este se viera obligado a buscar el apoyo económico y militar de los Estados Unidos, a fin de evitar una posible invasión militar inglesa que pretendiese cobrar dicha deuda.[37]
4. El Ferrocarril del Norte fue finalmente concluido en la primera década del siglo xx gracias a la concesión de la línea férrea a la United Fruit Company (UFCO), pero para entonces el ferrocarril interoceánico ya no era el importante medio de comunicación que una vez fue; los Estados Unidos habían ganado la guerra contra España en 1898 y tras sopesar la opción de un canal interoceánico entre Nicaragua y Colombia, se habían decidido por Colombia y habían terminado provocando la Separación de Panamá de Colombia cuando esta última había pretendido incrementar sus exigencias para la concesión.[37] La política de Estados Unidos para América Central para cuando el ferrocarril interoceánico estuvo concluido, estaba enfocada en que la región fuera lo más pacífica posible utilizando para ello inversiones de compañías norteamericanas como la UFCO o acciones armadas como las que provocaron la Separación de Panamá en 1903 y la caída del presidente José Santos Zelaya de Nicaragua en 1911; todo con tal de favorecer una rápida construcción del Canal de Panamá.

### Para quienes participaron en su ejecución
Quienes participaron también se vieron afectados; el embajador mexicano Federico Gamboa en sus memorias comenta que el escultor Justo de Gandarias, ya de edad avanzada cuando él lo conoció el 20 de junio de 1899, todavía seguía en Guatemala dos años después de la Exposición debido a que todavía no le habían liquidado lo que le adeudaba el gobierno. Dos años después, volvió a encontrarse con el escultor y relata que en esta oportunidad Gandarias ya había perdido la esperanza de cobrar lo que se le debía y sobrevivía vendiendo cigarrillos en los estancos de la Ciudad de Guatemala; Gamboa lo visitaba en su residencia, que estaba en total desorden y abandono, con restos de antiguas esculturas y premios y con algunas pinturas y lienzos que el antiguo escultor esperaba poder vender cuando regresara a España.